# Michael Röhm

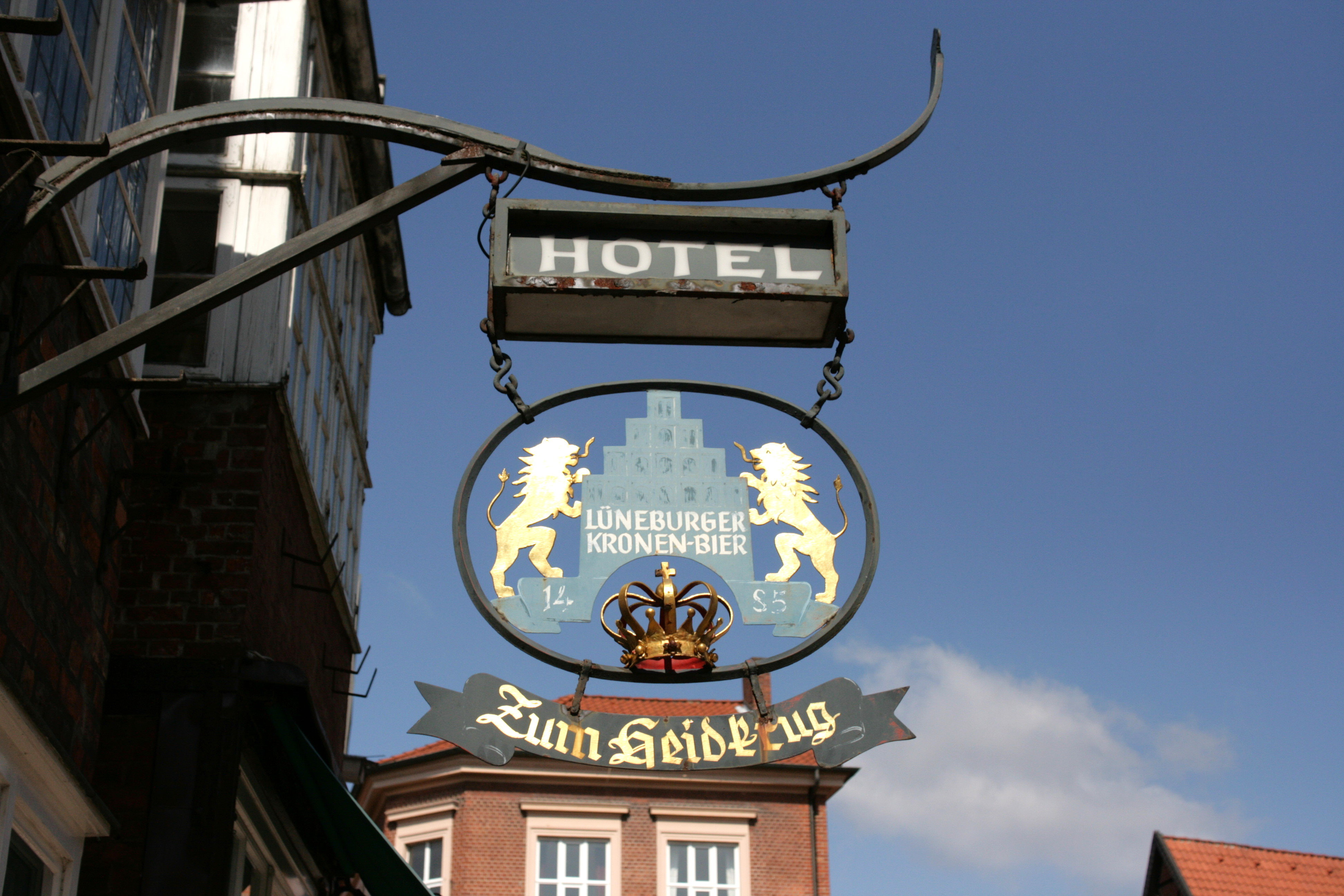
Heidkrug in Lüneburg

Michael Röhm (* 25. August 1965 in Neunkirchen) ist ein deutscher Koch, Gastronom und Hotelier.

## Leben
Nach der Kochlehre im Maritim Golf & Sporthotel am Timmendorfer Strand wechselte er 1987 in das Hotel Excelsior in Berlin. Nach einem Jahr wechselte er in das Rockendorf´s Restaurant. Von 1989 bis 1993 arbeitete er als Küchenchef im Grand Hotel Esplanade in Berlin. Seine letzte Station vor der Selbstständigkeit war von 1993 bis 1999 als Küchenchef im Restaurant Vitus in Reinstorf. 1994 wurde der Koch erstmals mit einem Michelin-Stern ausgezeichnet. Seit 2000 wird auch sein im gleichen Jahr eröffnetes Restaurant Zum Heidkrug mit einem Stern im Guide Michelin bewertet. Der Heidkrug war ein elegant-rustikales, zweigeschossiges Restaurant in einem historischen Giebelfachwerkhaus aus dem 15. Jahrhundert in Lüneburg. Das Restaurant wurde zum Jahresende 2014 geschlossen.

## Bewertungen
- 1 Sterne im Guide Michelin[3]
- 16 Punkte im Gault-Millau[3]
- 2 Punkte in der Gourmetzeitschrift Der Feinschmecker